# Estádio Municipal Hermínio Espósito
O Estádio Municipal Hermínio Esposito é um estádio de futebol localizado na cidade de Embu das Artes, no estado de São Paulo, pertence à prefeitura municipal e tem capacidade para 5.048 pessoas e tem dimensões de 100 x 62 metros.
A partir de 2011, passa a ser utilizado com frequência para algumas das competições mais importantes dentro do rugby nacional, incluindo partidas da seleção brasileira e finais do Super 10, o principal torneio entre clubes desse esporte no país.